# Félix Maradiaga
Pour les articles homonymes, voir Maradiaga.
 (février 2023).
La mise en forme du texte ne suit pas les recommandations de Wikipédia : il faut le « wikifier ».
Les points d'amélioration suivants sont les cas les plus fréquents :
- Les titres sont pré-formatés par le logiciel. Ils ne sont ni en capitales, ni en gras.
- Le texte ne doit pas être écrit en capitales (les noms de famille non plus), ni en gras, ni en italique, ni en « petit »…
- Le gras n'est utilisé que pour surligner le titre de l'article dans l'introduction, une seule fois.
- L'italique est rarement utilisé : mots en langue étrangère, titres d'œuvres, noms de bateaux, etc.
- Les citations ne sont pas en italique mais en corps de texte normal. Elles sont entourées par des guillemets français : « et ».
- Les listes à puces sont à éviter, des paragraphes rédigés étant largement préférés. Les tableaux sont à réserver à la présentation de données structurées (résultats, etc.).
- Les appels de note de bas de page (petits chiffres en exposant, introduits par l'outil «  Source ») sont à placer entre la fin de phrase et le point final[comme ça].
- Les liens internes (vers d'autres articles de Wikipédia) sont à choisir avec parcimonie. Créez des liens vers des articles approfondissant le sujet. Les termes génériques sans rapport avec le sujet sont à éviter, ainsi que les répétitions de liens vers un même terme.
- Les liens externes sont à placer uniquement dans une section « Liens externes », à la fin de l'article. Ces liens sont à choisir avec parcimonie suivant les règles définies. Si un lien sert de source à l'article, son insertion dans le texte est à faire par les notes de bas de page.
- La présentation des références doit suivre les conventions bibliographiques. Il est recommandé d'utiliser les modèles {{Ouvrage}}, {{Chapitre}}, {{Article}}, {{Lien web}} et/ou {{Bibliographie}}. Le mode d'édition visuel peut mettre en forme automatiquement les références.
- Insérer une infobox (cadre d'informations à droite) n'est pas obligatoire pour parachever la mise en page.

Pour une aide détaillée, merci de consulter Aide:Wikification.
Si vous pensez que ces points ont été résolus, vous pouvez retirer ce bandeau et améliorer la mise en forme d'un autre article.
Félix Alejandro Maradiaga Blandón (Jinotega, 23 septembre 1976) est un universitaire et militant politique nicaraguayen. De 2002 à 2006, il a été secrétaire général du ministère de la Défense sous la présidence d'Enrique Bolaños. Maradiaga est le co-directeur fondateur du Civil Society Leadership Institute.
Leader du groupe d'opposition Unidad Nacional Azul y Blanco, Maradiaga est candidat à la présidence lors des élections générales nicaraguayennes de 2021. Le 8 juin 2021, il a été arrêté par le gouvernement Ortega.

## Biographie
Félix Maradiaga est né à Jinotéga, le 23 septembre 1976 et a grandi à Matagalpa. Son enfance est marquée par la perte de son père, décédé dans un accident de la circulation. Sa mère, enseignante au lycée qui travaillait également comme commerçante pour subvenir aux besoins de la famille, devient chef de famille. La situation économique et la guerre l'obligent à prendre des décisions difficiles. En 1988, sa mère l'a envoyé sans papiers aux États-Unis et pendant un certain temps, il a été dans un camp de réfugiés. Il a été accueilli par une famille nicaraguayenne et a vécu pendant deux ans sous la garde de ses parents adoptifs dans le sud de la Floride.
À son retour au Nicaragua en 1990, il a repris ses études à Matagalpa, où il a été encadré par l'archevêque de Managua, le cardinal Leopoldo Brenes, qui lui a demandé de former la pastorale des jeunes de Matagalpa. Durant cette période, il s'initie à la non-violence, à la participation citoyenne et au renforcement de la démocratie. Après le lycée, il a reçu une bourse d'une division de l'Université Keizer basée à San Marcos, Carazo, où il a étudié les sciences politiques et les relations internationales.
Il a ensuite étudié pour une maîtrise en administration publique à l'Université de Harvard, où il a obtenu son diplôme avec mention. En 2009, il a étudié le droit et les sciences politiques à Yale en tant que membre des Yale World Fellows.

## Trajectoire
Entre 1997 et 2001, il a été directeur du Bureau pour la réintégration des ex-combattants, contribuant ainsi aux efforts de désarmement, démobilisation et réintégration de 2 300 membres de la guérilla nicaraguayenne. En 2004, il est devenu le plus jeune secrétaire général du ministère nicaraguayen de la Défense, où les ressources humaines ont promu le bien-être social et économique des ex-combattants, aidant des centaines de personnes à devenir des entrepreneurs locaux grâce à diverses initiatives agroalimentaires.
À partir de 2011, il a été coordinateur académique du Civil Society Leadership Institute. Entre 2012 et 2016, il a cofondé et dirigé Pioneer Capital Partners, une société axée sur la promotion des investissements pour l'Amérique centrale et les Caraïbes. En 2017, il a été nommé directeur exécutif de l'Institut d'études stratégiques et de politiques publiques (IEEPP), où il a concentré son travail sur l'étude de l'impact de la corruption dans l'administration publique et l'importance de l'investissement public dans l'éducation, la santé et le développement de l'enfant pour Réduire la pauvreté.
Maradiaga est le leader du mouvement Unité nationale bleu et blanc (UNAB), l'un des principaux groupes d'opposition formé à la suite de la protestation et de la répression sanglante qui a suivi par le gouvernement Daniel Ortega qui a éclaté en avril 2018. En septembre 2018, il a témoigné devant le Conseil de sécurité de l'ONU au sujet de la répression gouvernementale,. Par la suite, un mandat d'arrêt a été émis contre lui, l'accusant de "crime organisé et financement du terrorisme". Cette même année, Maradiaga a été hospitalisé par un groupe de sympathisants du gouvernement à León. Maradiaga a ensuite fui le pays. Il est retourné au Nicaragua en septembre 2019 et bien que la police ait attendu son arrivée à l'aéroport, il n'a pas été arrêté. Il se présente à la présidence lors des élections nationales nicaraguayennes de 2021.